# Pirkovac
Pirkovac (izvirno srbsko Пирковац) je naselje v Srbiji, ki upravno spada pod Občino Svrljig; slednja pa je del Niškega upravnega okraja.

## Demografija
V naselju živi 34 polnoletnih prebivalcev, pri čemer je njihova povprečna starost 68,8 let (68,9 pri moških in 68,8 pri ženskah). Naselje ima 23 gospodinjstev, pri čemer je povprečno število članov na gospodinjstvo 1,48.
To naselje je, glede na rezultate popisa iz leta 2002, večinoma srbsko, a v času zadnjih treh popisov je opazno zmanjšanje števila prebivalcev.
|  |

| Demografija | Demografija     | Demografija     |
| Leto        | Št. prebivalcev | Št. prebivalcev |
| ----------- | --------------- | --------------- |
|             |                 |                 |
|             |                 |                 |
|             |                 |                 |
|             |                 |                 |
| 1948        | 175             |                 |
| 1953        | 193             |                 |
| 1961        | 151             |                 |
| 1971        | 120             |                 |
| 1981        | 92              |                 |
| 1991        | 56              | 56              |
| 2002        | 34              | 34              |
|             |                 |                 |

| Etnična sestava po popisu iz leta 2002 | Etnična sestava po popisu iz leta 2002 | Etnična sestava po popisu iz leta 2002 | Etnična sestava po popisu iz leta 2002 | Etnična sestava po popisu iz leta 2002 |
| -------------------------------------- | -------------------------------------- | -------------------------------------- | -------------------------------------- | -------------------------------------- |
| Srbi                                   | Srbi                                   |                                        | 28                                     | 82,35%                                 |
| Neznano                                | Neznano                                |                                        | 0                                      | 0,0%                                   |